# Abdelkader El Khiati
Abdelkader El Khiati (in arabo عبد القادر الخياطي‎?; 1945) è un ex calciatore marocchino, di ruolo difensore.

## Carriera
Partecipò con la nazionale del Marocco  al mondiale 1970, giocò inoltre per l'Association Sportive des Forces Armées Royales.